# HD 168387
HD 168387，又名BD+07 3629，SAO 123353、HR 6857，是一颗恒星，视星等为5.39，位于銀經35.79，銀緯10.46，其B1900.0坐标为赤經18h 14m 19.3s，赤緯+7° 10.46′ 9″。